# Leonardo Giordani
Leonardo Giordani (Roma, 27 maggio 1977) è un ex ciclista su strada italiano, campione del mondo Under-23 nel 1999 e professionista dal 2000 dal 2013.

## Carriera
Da dilettante Giordani vince il Piccolo Giro di Lombardia nel 1998, e il Giro delle Regioni e il titolo mondiale Under-23 a Verona nel 1999. Passato professionista nel 2000 con la Fassa Bortolo, nella massima categoria non riesce a ottenere alcun successo. Tra i piazzamenti più prestigiosi spiccano i secondi posti nella quinta tappa della Volta a Portugal 2001 e nella Coppa Agostoni 2005 ed il quinto posto al Giro del Veneto 2008; partecipa inoltre a quattro edizioni del Giro d'Italia.
Dopo quattordici anni di carriera professionistica, l'ultimo dei quali con la Vini Fantini-Selle Italia, si ritira dall'attività al termine della stagione 2013. È un allenatore di 3 livello FCI e tecnico di biomeccanica. Dal 2014 si occupa di preparazione e biomeccanica.

## Palmarès
- 1997 (Giusti-Vellutex-Vigorplant)

Gran Premio Chianti Colline d'Elsa
4ª tappa Giro della Valle d'Aosta
- 1998 (Casini-Vellutex)

Gran Premio Chianti Colline d'Elsa
Piccolo Giro di Lombardia
2ª tappa Giro della Valle d'Aosta
- 1999 (Vellutex)

Memorial Roberto Ricci
Trofeo Gianfranco Bianchin
3ª tappa Giro delle Regioni
Classifica generale Giro delle Regioni
Campionati del mondo, Prova in linea Under-23

### Altri successi
- 1997 (Giusti-Vellutex-Vigorplant)

2ª tappa, 1ª semitappa Giro della Valle d'Aosta (Mieussy > Taninges, cronosquadre)

## Piazzamenti

### Grandi Giri
- Giro d'Italia

2002: non partito (4ª tappa)
2003: 90º
2004: 75º
2011: 114º

### Classiche monumento
- Milano-Sanremo

2003: 96º
- Giro delle Fiandre

2001: 64º
- Parigi-Roubaix

2012: ritirato
- Giro di Lombardia

2000: 44º
2002: 17º
2003: 60º
2012: 48º

### Competizioni mondiali
- Campionati del mondo

Verona 1999 - In linea Under-23: vincitore